# Petit-Landau
Petit-Landau település Franciaországban, Haut-Rhin megyében. Lakosainak száma 820 fő (2022. január 1.). Petit-Landau Hombourg, Niffer és Habsheim községekkel határos.

## Népesség
A település népességének változása:
| Lakosok száma | 775  | 786  | 808  | 853  | 828  | 827  | 827  | 826  | 823  | 820  |
|               | 2012 | 2013 | 2015 | 2016 | 2017 | 2018 | 2019 | 2020 | 2021 | 2022 |